# Al centro dell'area di rigore
Al centro dell'area di rigore è un film drammatico italiano del 1996 diretto da Bruno Garbuglia.

## Trama
1942: Un gruppo di tifosi romanisti, Carletto, Renato, Tina e Mozzicone, organizza un viaggio a Torino per andare a sostenere la propria squadra nella partita decisiva per l'assegnazione dello scudetto. A essi si uniscono Roberto, cognato di Renato e Biagio, amico laziale di Renato. Uno di essi deve acquisire un prezioso documento nelle mani di un insegnante antifascista.

## Distribuzione
Il film si rivelò un colossale flop al botteghino: a fronte di un finanziamento statale di 536.000€, incassò appena 12.000€.